# Glycocyamine
La glycocyamine, ou acide guanidinoacétique, est un composé chimique de formule HOOC–CH2–N=C(NH2)2. C'est un métabolite du cycle de l'urée et du métabolisme de nombreux acides aminés, notamment de l'arginine, de la glycine, de la proline, de la sérine et de la thréonine.
La glycocyamine est également un précurseur direct de la créatine, d'où son utilisation comme complément alimentaire (culturisme). La métabolisation de la glycocyamine en créatine dans le foie conduit cependant à réduire le taux de groupes méthyle disponibles pour le métabolisme général, d'où augmentation du taux d'homocystéine responsable de troubles squelettiques et cardiovasculaires.